# George Zweig

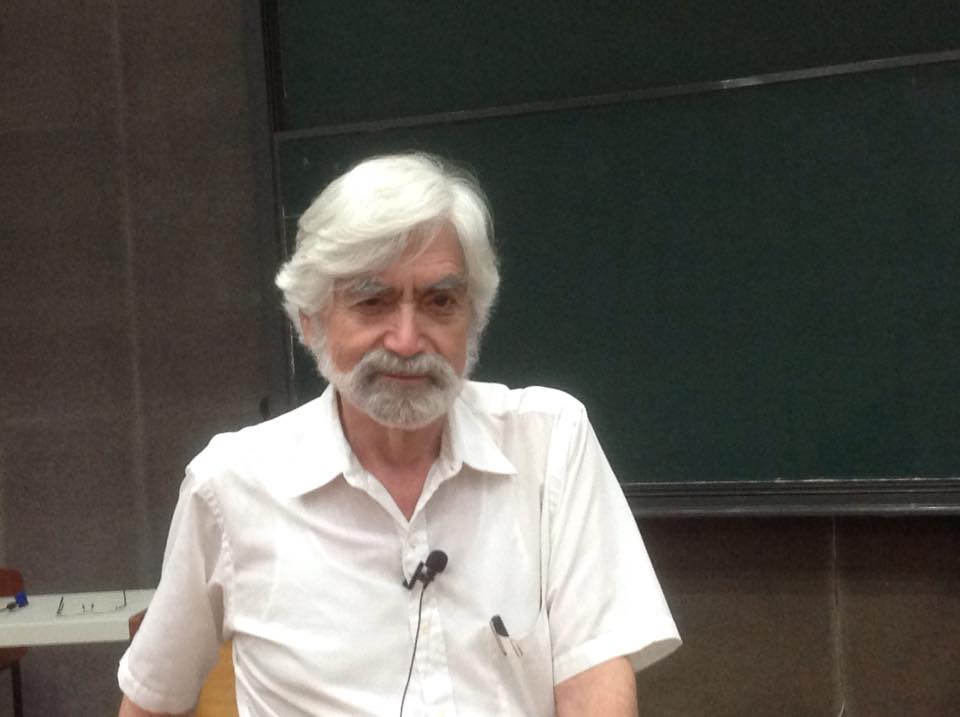
George Zweig

George Zweig (* 30. Mai 1937 in Moskau) ist ein US-amerikanischer Physiker und Neurobiologe, der einer der Entdecker der Quarks ist.
Zweig schloss 1959 das Studium an der University of Michigan ab und ging dann ans Caltech in Pasadena, wo er bei seiner Dissertation von Richard Feynman betreut wurde. Nach seiner Dissertation 1964 ging Zweig als Postdoc ans CERN.
Von 1964 bis 1983 war er Professor für Theoretische Physik am Caltech. Seit 1985 ist er zudem Fellow am Los Alamos National Laboratory seit 1999 auch Gastforscher am Research Laboratory of Electronics des Massachusetts Institute of Technology.
Von 2003 bis 2010 arbeitet Zweig bei Renaissance Technologies auf Long Island in New York, einer Firma für Finanzdienstleistungen (im Besitz des Mathematikers James Simons). Er gründete zudem das Unternehmen Signition, Inc, mit dem er 2015 einen Hedgefonds startete.
Unabhängig von der Forschung von Murray Gell-Mann nahm er 1964 die Existenz von Quarks an, bezeichnete diese jedoch als „aces“ (Asse, nach den Spielkarten). Er trug darüber schon auf einer der ersten Erice-Konferenzen 1963 vor, erreichte aber nie die gleiche Anerkennung wie Gell-Mann. Zweigs Publikation zu diesem Thema verzögerte sich aufgrund eines Konflikts mit seinem Chef Leon van Hove am CERN: Van Hove verlangte, dass Zweig in einer europäischen Zeitschrift publizieren solle, und als Zweig damit nicht einverstanden war, reagierte van Hove, indem er der Institutssekretärin die Zusammenarbeit mit Zweig untersagte und Zweigs Seminarvortrag strich. Zweig diskutierte seine Quark-Idee 1963 auch mit Feynman, dieser war aber skeptisch. Bei Zweig lässt sich belegen, dass er die Quarks tatsächlich für physikalisch real hielt, bei Gell-Mann ist das umstritten. Gell-Mann erhielt 1969 den Nobelpreis für seine zahlreichen Beiträge zu den starken Wechselwirkungen, als das Quark-Modell, das vom Nobelkomitee nicht explizit erwähnt wurde, noch im Teststadium war – Quarks wurden damals gerade in Hochenergie-Streuexperimenten gesehen, aber damals noch nach Feynman als Partonen bezeichnet.
Zweig wandte sich später der Neurobiologie zu und studierte die Transduktion von Schall in Nervenimpulse in der Cochlea des menschlichen Ohrs. Dabei entwickelte er 1975 die kontinuierliche Wavelet-Transformation.
Im Jahr 1981 erhielt er eine MacArthur Prize Fellowship. 1996 wurde er in die National Academy of Sciences der USA gewählt, 1999 in die American Academy of Arts and Sciences. Ihm wurde der Sakurai-Preis 2025 zugesprochen.

## Veröffentlichungen
- Discovering Quarks. Remembering Feynman, Gell-Mann, and Tollestrup. Cambridge University Press, 2025, ISBN 978-1-00-947350-7.